# TCDD E8000 sorozat
A TCDD E8000 sorozat egy Törökország számára a francia Alstom által gyártott villamosmotorvonat-sorozat. A TCDD számára összesen 30 szerelvény épült. Maximális sebessége 90 km/h. Isztambul elővárosi vasútján közlekedik.